# Acanthacara acuta
Acanthacara acuta är en insektsart som beskrevs av Scudder, S.H. 1869. Acanthacara acuta ingår i släktet Acanthacara och familjen vårtbitare. Inga underarter finns listade i Catalogue of Life.